# Lista di asteroidi (118001-119000)
Di seguito una lista di asteroidi dal numero 118001 al 119000 con data di scoperta e scopritore.

## 118001-118100
| Nome     | Designazione provvisoria | Data di scoperta  | Scopritore                                             |
| -------- | ------------------------ | ----------------- | ------------------------------------------------------ |
| 118001 - | 1147 T-2                 | 29 settembre 1973 | C. J. van Houten, I. van Houten-Groeneveld, T. Gehrels |
| 118002 - | 1172 T-2                 | 29 settembre 1973 | C. J. van Houten, I. van Houten-Groeneveld, T. Gehrels |
| 118003 - | 1190 T-2                 | 29 settembre 1973 | C. J. van Houten, I. van Houten-Groeneveld, T. Gehrels |
| 118004 - | 1192 T-2                 | 29 settembre 1973 | C. J. van Houten, I. van Houten-Groeneveld, T. Gehrels |
| 118005 - | 1214 T-2                 | 30 settembre 1973 | C. J. van Houten, I. van Houten-Groeneveld, T. Gehrels |
| 118006 - | 1252 T-2                 | 29 settembre 1973 | C. J. van Houten, I. van Houten-Groeneveld, T. Gehrels |
| 118007 - | 1256 T-2                 | 29 settembre 1973 | C. J. van Houten, I. van Houten-Groeneveld, T. Gehrels |
| 118008 - | 1257 T-2                 | 29 settembre 1973 | C. J. van Houten, I. van Houten-Groeneveld, T. Gehrels |
| 118009 - | 1271 T-2                 | 29 settembre 1973 | C. J. van Houten, I. van Houten-Groeneveld, T. Gehrels |
| 118010 - | 1272 T-2                 | 29 settembre 1973 | C. J. van Houten, I. van Houten-Groeneveld, T. Gehrels |
| 118011 - | 1289 T-2                 | 29 settembre 1973 | C. J. van Houten, I. van Houten-Groeneveld, T. Gehrels |
| 118012 - | 1313 T-2                 | 29 settembre 1973 | C. J. van Houten, I. van Houten-Groeneveld, T. Gehrels |
| 118013 - | 1338 T-2                 | 29 settembre 1973 | C. J. van Houten, I. van Houten-Groeneveld, T. Gehrels |
| 118014 - | 1342 T-2                 | 29 settembre 1973 | C. J. van Houten, I. van Houten-Groeneveld, T. Gehrels |
| 118015 - | 1430 T-2                 | 30 settembre 1973 | C. J. van Houten, I. van Houten-Groeneveld, T. Gehrels |
| 118016 - | 1437 T-2                 | 30 settembre 1973 | C. J. van Houten, I. van Houten-Groeneveld, T. Gehrels |
| 118017 - | 1448 T-2                 | 30 settembre 1973 | C. J. van Houten, I. van Houten-Groeneveld, T. Gehrels |
| 118018 - | 1496 T-2                 | 29 settembre 1973 | C. J. van Houten, I. van Houten-Groeneveld, T. Gehrels |
| 118019 - | 1504 T-2                 | 30 settembre 1973 | C. J. van Houten, I. van Houten-Groeneveld, T. Gehrels |
| 118020 - | 1602 T-2                 | 24 settembre 1973 | C. J. van Houten, I. van Houten-Groeneveld, T. Gehrels |
| 118021 - | 2035 T-2                 | 29 settembre 1973 | C. J. van Houten, I. van Houten-Groeneveld, T. Gehrels |
| 118022 - | 2055 T-2                 | 29 settembre 1973 | C. J. van Houten, I. van Houten-Groeneveld, T. Gehrels |
| 118023 - | 2103 T-2                 | 29 settembre 1973 | C. J. van Houten, I. van Houten-Groeneveld, T. Gehrels |
| 118024 - | 2110 T-2                 | 29 settembre 1973 | C. J. van Houten, I. van Houten-Groeneveld, T. Gehrels |
| 118025 - | 2121 T-2                 | 29 settembre 1973 | C. J. van Houten, I. van Houten-Groeneveld, T. Gehrels |
| 118026 - | 2151 T-2                 | 29 settembre 1973 | C. J. van Houten, I. van Houten-Groeneveld, T. Gehrels |
| 118027 - | 2161 T-2                 | 29 settembre 1973 | C. J. van Houten, I. van Houten-Groeneveld, T. Gehrels |
| 118028 - | 2283 T-2                 | 29 settembre 1973 | C. J. van Houten, I. van Houten-Groeneveld, T. Gehrels |
| 118029 - | 2295 T-2                 | 29 settembre 1973 | C. J. van Houten, I. van Houten-Groeneveld, T. Gehrels |
| 118030 - | 2325 T-2                 | 29 settembre 1973 | C. J. van Houten, I. van Houten-Groeneveld, T. Gehrels |
| 118031 - | 2330 T-2                 | 30 settembre 1973 | C. J. van Houten, I. van Houten-Groeneveld, T. Gehrels |
| 118032 - | 2410 T-2                 | 25 settembre 1973 | C. J. van Houten, I. van Houten-Groeneveld, T. Gehrels |
| 118033 - | 2904 T-2                 | 30 settembre 1973 | C. J. van Houten, I. van Houten-Groeneveld, T. Gehrels |
| 118034 - | 3015 T-2                 | 30 settembre 1973 | C. J. van Houten, I. van Houten-Groeneveld, T. Gehrels |
| 118035 - | 3031 T-2                 | 30 settembre 1973 | C. J. van Houten, I. van Houten-Groeneveld, T. Gehrels |
| 118036 - | 3038 T-2                 | 30 settembre 1973 | C. J. van Houten, I. van Houten-Groeneveld, T. Gehrels |
| 118037 - | 3041 T-2                 | 30 settembre 1973 | C. J. van Houten, I. van Houten-Groeneveld, T. Gehrels |
| 118038 - | 3051 T-2                 | 30 settembre 1973 | C. J. van Houten, I. van Houten-Groeneveld, T. Gehrels |
| 118039 - | 3075 T-2                 | 30 settembre 1973 | C. J. van Houten, I. van Houten-Groeneveld, T. Gehrels |
| 118040 - | 3104 T-2                 | 30 settembre 1973 | C. J. van Houten, I. van Houten-Groeneveld, T. Gehrels |
| 118041 - | 3179 T-2                 | 30 settembre 1973 | C. J. van Houten, I. van Houten-Groeneveld, T. Gehrels |
| 118042 - | 3204 T-2                 | 30 settembre 1973 | C. J. van Houten, I. van Houten-Groeneveld, T. Gehrels |
| 118043 - | 3220 T-2                 | 30 settembre 1973 | C. J. van Houten, I. van Houten-Groeneveld, T. Gehrels |
| 118044 - | 3224 T-2                 | 30 settembre 1973 | C. J. van Houten, I. van Houten-Groeneveld, T. Gehrels |
| 118045 - | 3258 T-2                 | 30 settembre 1973 | C. J. van Houten, I. van Houten-Groeneveld, T. Gehrels |
| 118046 - | 3259 T-2                 | 30 settembre 1973 | C. J. van Houten, I. van Houten-Groeneveld, T. Gehrels |
| 118047 - | 3306 T-2                 | 30 settembre 1973 | C. J. van Houten, I. van Houten-Groeneveld, T. Gehrels |
| 118048 - | 3311 T-2                 | 30 settembre 1973 | C. J. van Houten, I. van Houten-Groeneveld, T. Gehrels |
| 118049 - | 4066 T-2                 | 29 settembre 1973 | C. J. van Houten, I. van Houten-Groeneveld, T. Gehrels |
| 118050 - | 4073 T-2                 | 29 settembre 1973 | C. J. van Houten, I. van Houten-Groeneveld, T. Gehrels |
| 118051 - | 4102 T-2                 | 29 settembre 1973 | C. J. van Houten, I. van Houten-Groeneveld, T. Gehrels |
| 118052 - | 4105 T-2                 | 29 settembre 1973 | C. J. van Houten, I. van Houten-Groeneveld, T. Gehrels |
| 118053 - | 4106 T-2                 | 29 settembre 1973 | C. J. van Houten, I. van Houten-Groeneveld, T. Gehrels |
| 118054 - | 4123 T-2                 | 29 settembre 1973 | C. J. van Houten, I. van Houten-Groeneveld, T. Gehrels |
| 118055 - | 4124 T-2                 | 29 settembre 1973 | C. J. van Houten, I. van Houten-Groeneveld, T. Gehrels |
| 118056 - | 4126 T-2                 | 29 settembre 1973 | C. J. van Houten, I. van Houten-Groeneveld, T. Gehrels |
| 118057 - | 4163 T-2                 | 29 settembre 1973 | C. J. van Houten, I. van Houten-Groeneveld, T. Gehrels |
| 118058 - | 4175 T-2                 | 29 settembre 1973 | C. J. van Houten, I. van Houten-Groeneveld, T. Gehrels |
| 118059 - | 4206 T-2                 | 29 settembre 1973 | C. J. van Houten, I. van Houten-Groeneveld, T. Gehrels |
| 118060 - | 4213 T-2                 | 29 settembre 1973 | C. J. van Houten, I. van Houten-Groeneveld, T. Gehrels |
| 118061 - | 4249 T-2                 | 29 settembre 1973 | C. J. van Houten, I. van Houten-Groeneveld, T. Gehrels |
| 118062 - | 4256 T-2                 | 29 settembre 1973 | C. J. van Houten, I. van Houten-Groeneveld, T. Gehrels |
| 118063 - | 4259 T-2                 | 29 settembre 1973 | C. J. van Houten, I. van Houten-Groeneveld, T. Gehrels |
| 118064 - | 4292 T-2                 | 29 settembre 1973 | C. J. van Houten, I. van Houten-Groeneveld, T. Gehrels |
| 118065 - | 4302 T-2                 | 29 settembre 1973 | C. J. van Houten, I. van Houten-Groeneveld, T. Gehrels |
| 118066 - | 4317 T-2                 | 29 settembre 1973 | C. J. van Houten, I. van Houten-Groeneveld, T. Gehrels |
| 118067 - | 4648 T-2                 | 30 settembre 1973 | C. J. van Houten, I. van Houten-Groeneveld, T. Gehrels |
| 118068 - | 5011 T-2                 | 25 settembre 1973 | C. J. van Houten, I. van Houten-Groeneveld, T. Gehrels |
| 118069 - | 5022 T-2                 | 25 settembre 1973 | C. J. van Houten, I. van Houten-Groeneveld, T. Gehrels |
| 118070 - | 5060 T-2                 | 25 settembre 1973 | C. J. van Houten, I. van Houten-Groeneveld, T. Gehrels |
| 118071 - | 5062 T-2                 | 25 settembre 1973 | C. J. van Houten, I. van Houten-Groeneveld, T. Gehrels |
| 118072 - | 5076 T-2                 | 25 settembre 1973 | C. J. van Houten, I. van Houten-Groeneveld, T. Gehrels |
| 118073 - | 5077 T-2                 | 25 settembre 1973 | C. J. van Houten, I. van Houten-Groeneveld, T. Gehrels |
| 118074 - | 5078 T-2                 | 25 settembre 1973 | C. J. van Houten, I. van Houten-Groeneveld, T. Gehrels |
| 118075 - | 5082 T-2                 | 25 settembre 1973 | C. J. van Houten, I. van Houten-Groeneveld, T. Gehrels |
| 118076 - | 5100 T-2                 | 25 settembre 1973 | C. J. van Houten, I. van Houten-Groeneveld, T. Gehrels |
| 118077 - | 5165 T-2                 | 25 settembre 1973 | C. J. van Houten, I. van Houten-Groeneveld, T. Gehrels |
| 118078 - | 5174 T-2                 | 25 settembre 1973 | C. J. van Houten, I. van Houten-Groeneveld, T. Gehrels |
| 118079 - | 5189 T-2                 | 25 settembre 1973 | C. J. van Houten, I. van Houten-Groeneveld, T. Gehrels |
| 118080 - | 5197 T-2                 | 25 settembre 1973 | C. J. van Houten, I. van Houten-Groeneveld, T. Gehrels |
| 118081 - | 5206 T-2                 | 25 settembre 1973 | C. J. van Houten, I. van Houten-Groeneveld, T. Gehrels |
| 118082 - | 5207 T-2                 | 25 settembre 1973 | C. J. van Houten, I. van Houten-Groeneveld, T. Gehrels |
| 118083 - | 5215 T-2                 | 25 settembre 1973 | C. J. van Houten, I. van Houten-Groeneveld, T. Gehrels |
| 118084 - | 5340 T-2                 | 25 settembre 1973 | C. J. van Houten, I. van Houten-Groeneveld, T. Gehrels |
| 118085 - | 1019 T-3                 | 17 ottobre 1977   | C. J. van Houten, I. van Houten-Groeneveld, T. Gehrels |
| 118086 - | 1037 T-3                 | 17 ottobre 1977   | C. J. van Houten, I. van Houten-Groeneveld, T. Gehrels |
| 118087 - | 1043 T-3                 | 17 ottobre 1977   | C. J. van Houten, I. van Houten-Groeneveld, T. Gehrels |
| 118088 - | 1090 T-3                 | 17 ottobre 1977   | C. J. van Houten, I. van Houten-Groeneveld, T. Gehrels |
| 118089 - | 1093 T-3                 | 17 ottobre 1977   | C. J. van Houten, I. van Houten-Groeneveld, T. Gehrels |
| 118090 - | 1105 T-3                 | 17 ottobre 1977   | C. J. van Houten, I. van Houten-Groeneveld, T. Gehrels |
| 118091 - | 1124 T-3                 | 17 ottobre 1977   | C. J. van Houten, I. van Houten-Groeneveld, T. Gehrels |
| 118092 - | 1150 T-3                 | 17 ottobre 1977   | C. J. van Houten, I. van Houten-Groeneveld, T. Gehrels |
| 118093 - | 1163 T-3                 | 17 ottobre 1977   | C. J. van Houten, I. van Houten-Groeneveld, T. Gehrels |
| 118094 - | 1852 T-3                 | 17 ottobre 1977   | C. J. van Houten, I. van Houten-Groeneveld, T. Gehrels |
| 118095 - | 2007 T-3                 | 16 ottobre 1977   | C. J. van Houten, I. van Houten-Groeneveld, T. Gehrels |
| 118096 - | 2125 T-3                 | 16 ottobre 1977   | C. J. van Houten, I. van Houten-Groeneveld, T. Gehrels |
| 118097 - | 2148 T-3                 | 16 ottobre 1977   | C. J. van Houten, I. van Houten-Groeneveld, T. Gehrels |
| 118098 - | 2171 T-3                 | 16 ottobre 1977   | C. J. van Houten, I. van Houten-Groeneveld, T. Gehrels |
| 118099 - | 2210 T-3                 | 16 ottobre 1977   | C. J. van Houten, I. van Houten-Groeneveld, T. Gehrels |
| 118100 - | 2224 T-3                 | 16 ottobre 1977   | C. J. van Houten, I. van Houten-Groeneveld, T. Gehrels |

## 118101-118200
| Nome                 | Designazione provvisoria | Data di scoperta  | Scopritore                                             |
| -------------------- | ------------------------ | ----------------- | ------------------------------------------------------ |
| 118101 -             | 2228 T-3                 | 16 ottobre 1977   | C. J. van Houten, I. van Houten-Groeneveld, T. Gehrels |
| 118102 Rinjani       | 2254 T-3                 | 16 ottobre 1977   | C. J. van Houten, I. van Houten-Groeneveld, T. Gehrels |
| 118103 -             | 2279 T-3                 | 16 ottobre 1977   | C. J. van Houten, I. van Houten-Groeneveld, T. Gehrels |
| 118104 -             | 2294 T-3                 | 16 ottobre 1977   | C. J. van Houten, I. van Houten-Groeneveld, T. Gehrels |
| 118105 -             | 2309 T-3                 | 16 ottobre 1977   | C. J. van Houten, I. van Houten-Groeneveld, T. Gehrels |
| 118106 -             | 2343 T-3                 | 16 ottobre 1977   | C. J. van Houten, I. van Houten-Groeneveld, T. Gehrels |
| 118107 -             | 2361 T-3                 | 16 ottobre 1977   | C. J. van Houten, I. van Houten-Groeneveld, T. Gehrels |
| 118108 -             | 2398 T-3                 | 16 ottobre 1977   | C. J. van Houten, I. van Houten-Groeneveld, T. Gehrels |
| 118109 -             | 2445 T-3                 | 16 ottobre 1977   | C. J. van Houten, I. van Houten-Groeneveld, T. Gehrels |
| 118110 -             | 2493 T-3                 | 16 ottobre 1977   | C. J. van Houten, I. van Houten-Groeneveld, T. Gehrels |
| 118111 -             | 2633 T-3                 | 16 ottobre 1977   | C. J. van Houten, I. van Houten-Groeneveld, T. Gehrels |
| 118112 -             | 2665 T-3                 | 11 ottobre 1977   | C. J. van Houten, I. van Houten-Groeneveld, T. Gehrels |
| 118113 -             | 3091 T-3                 | 16 ottobre 1977   | C. J. van Houten, I. van Houten-Groeneveld, T. Gehrels |
| 118114 -             | 3117 T-3                 | 16 ottobre 1977   | C. J. van Houten, I. van Houten-Groeneveld, T. Gehrels |
| 118115 -             | 3118 T-3                 | 16 ottobre 1977   | C. J. van Houten, I. van Houten-Groeneveld, T. Gehrels |
| 118116 -             | 3161 T-3                 | 16 ottobre 1977   | C. J. van Houten, I. van Houten-Groeneveld, T. Gehrels |
| 118117 -             | 3168 T-3                 | 16 ottobre 1977   | C. J. van Houten, I. van Houten-Groeneveld, T. Gehrels |
| 118118 -             | 3169 T-3                 | 16 ottobre 1977   | C. J. van Houten, I. van Houten-Groeneveld, T. Gehrels |
| 118119 -             | 3177 T-3                 | 16 ottobre 1977   | C. J. van Houten, I. van Houten-Groeneveld, T. Gehrels |
| 118120 -             | 3181 T-3                 | 16 ottobre 1977   | C. J. van Houten, I. van Houten-Groeneveld, T. Gehrels |
| 118121 -             | 3211 T-3                 | 16 ottobre 1977   | C. J. van Houten, I. van Houten-Groeneveld, T. Gehrels |
| 118122 -             | 3228 T-3                 | 16 ottobre 1977   | C. J. van Houten, I. van Houten-Groeneveld, T. Gehrels |
| 118123 -             | 3238 T-3                 | 16 ottobre 1977   | C. J. van Houten, I. van Houten-Groeneveld, T. Gehrels |
| 118124 -             | 3253 T-3                 | 16 ottobre 1977   | C. J. van Houten, I. van Houten-Groeneveld, T. Gehrels |
| 118125 -             | 3278 T-3                 | 16 ottobre 1977   | C. J. van Houten, I. van Houten-Groeneveld, T. Gehrels |
| 118126 -             | 3344 T-3                 | 16 ottobre 1977   | C. J. van Houten, I. van Houten-Groeneveld, T. Gehrels |
| 118127 -             | 3399 T-3                 | 16 ottobre 1977   | C. J. van Houten, I. van Houten-Groeneveld, T. Gehrels |
| 118128 -             | 3457 T-3                 | 16 ottobre 1977   | C. J. van Houten, I. van Houten-Groeneveld, T. Gehrels |
| 118129 -             | 3459 T-3                 | 16 ottobre 1977   | C. J. van Houten, I. van Houten-Groeneveld, T. Gehrels |
| 118130 -             | 3469 T-3                 | 16 ottobre 1977   | C. J. van Houten, I. van Houten-Groeneveld, T. Gehrels |
| 118131 -             | 3501 T-3                 | 16 ottobre 1977   | C. J. van Houten, I. van Houten-Groeneveld, T. Gehrels |
| 118132 -             | 3505 T-3                 | 16 ottobre 1977   | C. J. van Houten, I. van Houten-Groeneveld, T. Gehrels |
| 118133 -             | 3523 T-3                 | 16 ottobre 1977   | C. J. van Houten, I. van Houten-Groeneveld, T. Gehrels |
| 118134 -             | 3533 T-3                 | 16 ottobre 1977   | C. J. van Houten, I. van Houten-Groeneveld, T. Gehrels |
| 118135 -             | 3559 T-3                 | 16 ottobre 1977   | C. J. van Houten, I. van Houten-Groeneveld, T. Gehrels |
| 118136 -             | 3756 T-3                 | 16 ottobre 1977   | C. J. van Houten, I. van Houten-Groeneveld, T. Gehrels |
| 118137 -             | 3813 T-3                 | 16 ottobre 1977   | C. J. van Houten, I. van Houten-Groeneveld, T. Gehrels |
| 118138 -             | 4036 T-3                 | 16 ottobre 1977   | C. J. van Houten, I. van Houten-Groeneveld, T. Gehrels |
| 118139 -             | 4041 T-3                 | 16 ottobre 1977   | C. J. van Houten, I. van Houten-Groeneveld, T. Gehrels |
| 118140 -             | 4042 T-3                 | 16 ottobre 1977   | C. J. van Houten, I. van Houten-Groeneveld, T. Gehrels |
| 118141 -             | 4048 T-3                 | 16 ottobre 1977   | C. J. van Houten, I. van Houten-Groeneveld, T. Gehrels |
| 118142 -             | 4117 T-3                 | 16 ottobre 1977   | C. J. van Houten, I. van Houten-Groeneveld, T. Gehrels |
| 118143 -             | 4124 T-3                 | 16 ottobre 1977   | C. J. van Houten, I. van Houten-Groeneveld, T. Gehrels |
| 118144 -             | 4136 T-3                 | 16 ottobre 1977   | C. J. van Houten, I. van Houten-Groeneveld, T. Gehrels |
| 118145 -             | 4142 T-3                 | 16 ottobre 1977   | C. J. van Houten, I. van Houten-Groeneveld, T. Gehrels |
| 118146 -             | 4161 T-3                 | 16 ottobre 1977   | C. J. van Houten, I. van Houten-Groeneveld, T. Gehrels |
| 118147 -             | 4183 T-3                 | 16 ottobre 1977   | C. J. van Houten, I. van Houten-Groeneveld, T. Gehrels |
| 118148 -             | 4204 T-3                 | 16 ottobre 1977   | C. J. van Houten, I. van Houten-Groeneveld, T. Gehrels |
| 118149 -             | 4298 T-3                 | 16 ottobre 1977   | C. J. van Houten, I. van Houten-Groeneveld, T. Gehrels |
| 118150 -             | 4325 T-3                 | 16 ottobre 1977   | C. J. van Houten, I. van Houten-Groeneveld, T. Gehrels |
| 118151 -             | 4391 T-3                 | 16 ottobre 1977   | C. J. van Houten, I. van Houten-Groeneveld, T. Gehrels |
| 118152 -             | 5076 T-3                 | 16 ottobre 1977   | C. J. van Houten, I. van Houten-Groeneveld, T. Gehrels |
| 118153 -             | 5083 T-3                 | 16 ottobre 1977   | C. J. van Houten, I. van Houten-Groeneveld, T. Gehrels |
| 118154 -             | 5110 T-3                 | 16 ottobre 1977   | C. J. van Houten, I. van Houten-Groeneveld, T. Gehrels |
| 118155 -             | 5141 T-3                 | 16 ottobre 1977   | C. J. van Houten, I. van Houten-Groeneveld, T. Gehrels |
| 118156 -             | 5146 T-3                 | 16 ottobre 1977   | C. J. van Houten, I. van Houten-Groeneveld, T. Gehrels |
| 118157 -             | 5157 T-3                 | 16 ottobre 1977   | C. J. van Houten, I. van Houten-Groeneveld, T. Gehrels |
| 118158 -             | 5161 T-3                 | 16 ottobre 1977   | C. J. van Houten, I. van Houten-Groeneveld, T. Gehrels |
| 118159 -             | 5162 T-3                 | 16 ottobre 1977   | C. J. van Houten, I. van Houten-Groeneveld, T. Gehrels |
| 118160 -             | 5646 T-3                 | 16 ottobre 1977   | C. J. van Houten, I. van Houten-Groeneveld, T. Gehrels |
| 118161 -             | 5710 T-3                 | 16 ottobre 1977   | C. J. van Houten, I. van Houten-Groeneveld, T. Gehrels |
| 118162 -             | 1951 SX                  | 29 settembre 1951 | A. G. Wilson                                           |
| 118163 -             | 1979 MJ8                 | 25 giugno 1979    | E. F. Helin, S. J. Bus                                 |
| 118164 -             | 1981 DC3                 | 28 febbraio 1981  | S. J. Bus                                              |
| 118165 -             | 1981 EH2                 | 2 marzo 1981      | S. J. Bus                                              |
| 118166 -             | 1981 EG22                | 2 marzo 1981      | S. J. Bus                                              |
| 118167 -             | 1981 EJ30                | 2 marzo 1981      | S. J. Bus                                              |
| 118168 -             | 1981 EQ37                | 1 marzo 1981      | S. J. Bus                                              |
| 118169 -             | 1981 EL40                | 2 marzo 1981      | S. J. Bus                                              |
| 118170 -             | 1981 EV40                | 2 marzo 1981      | S. J. Bus                                              |
| 118171 -             | 1988 DT1                 | 16 febbraio 1988  | E. W. Elst                                             |
| 118172 Vorgebirge    | 1989 GU6                 | 5 aprile 1989     | M. Geffert                                             |
| 118173 Barmen        | 1991 GZ10                | 11 aprile 1991    | F. Börngen                                             |
| 118174 -             | 1991 RO24                | 12 settembre 1991 | H. E. Holt                                             |
| 118175 -             | 1991 TL16                | 6 ottobre 1991    | A. Lowe                                                |
| 118176 -             | 1992 BK3                 | 26 gennaio 1992   | Spacewatch                                             |
| 118177 -             | 1992 EZ13                | 2 marzo 1992      | UESAC                                                  |
| 118178 Rinckart      | 1992 SJ26                | 23 settembre 1992 | F. Börngen                                             |
| 118179 -             | 1993 FC6                 | 17 marzo 1993     | UESAC                                                  |
| 118180 -             | 1993 FF6                 | 17 marzo 1993     | UESAC                                                  |
| 118181 -             | 1993 FD7                 | 17 marzo 1993     | UESAC                                                  |
| 118182 -             | 1993 FH18                | 17 marzo 1993     | UESAC                                                  |
| 118183 -             | 1993 FQ22                | 21 marzo 1993     | UESAC                                                  |
| 118184 -             | 1993 FX22                | 21 marzo 1993     | UESAC                                                  |
| 118185 -             | 1993 FF29                | 21 marzo 1993     | UESAC                                                  |
| 118186 -             | 1993 XC                  | 4 dicembre 1993   | Farra d'Isonzo                                         |
| 118187 -             | 1993 YC1                 | 16 dicembre 1993  | Spacewatch                                             |
| 118188 -             | 1994 GO5                 | 6 aprile 1994     | Spacewatch                                             |
| 118189 -             | 1994 PB12                | 10 agosto 1994    | E. W. Elst                                             |
| 118190 -             | 1994 PT12                | 10 agosto 1994    | E. W. Elst                                             |
| 118191 -             | 1994 PE14                | 10 agosto 1994    | E. W. Elst                                             |
| 118192 -             | 1994 RA14                | 12 settembre 1994 | Spacewatch                                             |
| 118193 -             | 1994 RG25                | 12 settembre 1994 | BAO Schmidt CCD Asteroid Program                       |
| 118194 Sabinagarroni | 1994 SG                  | 30 settembre 1994 | Farra d'Isonzo                                         |
| 118195 -             | 1994 SP7                 | 28 settembre 1994 | Spacewatch                                             |
| 118196 -             | 1994 TK8                 | 6 ottobre 1994    | Spacewatch                                             |
| 118197 -             | 1994 UU6                 | 28 ottobre 1994   | Spacewatch                                             |
| 118198 -             | 1994 UA10                | 28 ottobre 1994   | Spacewatch                                             |
| 118199 -             | 1995 CY5                 | 1 febbraio 1995   | Spacewatch                                             |
| 118200 -             | 1995 CA8                 | 2 febbraio 1995   | Spacewatch                                             |

## 118201-118300
| Nome                  | Designazione provvisoria | Data di scoperta  | Scopritore                                       |
| --------------------- | ------------------------ | ----------------- | ------------------------------------------------ |
| 118201 -              | 1995 FQ19                | 29 marzo 1995     | Spacewatch                                       |
| 118202 -              | 1995 HQ3                 | 26 aprile 1995    | Spacewatch                                       |
| 118203 -              | 1995 HL4                 | 26 aprile 1995    | Spacewatch                                       |
| 118204 -              | 1995 MS1                 | 23 giugno 1995    | Spacewatch                                       |
| 118205 -              | 1995 MK7                 | 25 giugno 1995    | Spacewatch                                       |
| 118206 -              | 1995 OB6                 | 22 luglio 1995    | Spacewatch                                       |
| 118207 -              | 1995 SJ10                | 17 settembre 1995 | Spacewatch                                       |
| 118208 -              | 1995 TH10                | 2 ottobre 1995    | Spacewatch                                       |
| 118209 -              | 1995 UH20                | 19 ottobre 1995   | Spacewatch                                       |
| 118210 -              | 1995 UG56                | 23 ottobre 1995   | Spacewatch                                       |
| 118211 -              | 1995 VE18                | 15 novembre 1995  | Spacewatch                                       |
| 118212 -              | 1995 XM4                 | 14 dicembre 1995  | Spacewatch                                       |
| 118213 -              | 1995 YO18                | 22 dicembre 1995  | Spacewatch                                       |
| 118214 Agnesediboemia | 1996 AG1                 | 12 gennaio 1996   | Kleť                                             |
| 118215 -              | 1996 BN1                 | 24 gennaio 1996   | W. Offutt                                        |
| 118216 -              | 1996 DU1                 | 22 febbraio 1996  | A. Vagnozzi                                      |
| 118217 -              | 1996 EO7                 | 11 marzo 1996     | Spacewatch                                       |
| 118218 -              | 1996 GM17                | 15 aprile 1996    | E. W. Elst                                       |
| 118219 -              | 1996 HT20                | 18 aprile 1996    | E. W. Elst                                       |
| 118220 -              | 1996 HA21                | 18 aprile 1996    | E. W. Elst                                       |
| 118221 -              | 1996 HQ21                | 18 aprile 1996    | E. W. Elst                                       |
| 118222 -              | 1996 RR11                | 8 settembre 1996  | Spacewatch                                       |
| 118223 -              | 1996 SO4                 | 21 settembre 1996 | Beijing Schmidt CCD Asteroid Program             |
| 118224 -              | 1996 TT1                 | 3 ottobre 1996    | BAO Schmidt CCD Asteroid Program                 |
| 118225 -              | 1996 TP18                | 4 ottobre 1996    | Spacewatch                                       |
| 118226 -              | 1996 TA30                | 7 ottobre 1996    | Spacewatch                                       |
| 118227 -              | 1996 TR39                | 8 ottobre 1996    | E. W. Elst                                       |
| 118228 -              | 1996 TQ66                | 8 ottobre 1996    | J. Chen, D. C. Jewitt, C. A. Trujillo, J. X. Luu |
| 118229 -              | 1996 VE23                | 10 novembre 1996  | Spacewatch                                       |
| 118230 Sado           | 1996 WY2                 | 30 novembre 1996  | N. Sato                                          |
| 118231 -              | 1996 XQ18                | 8 dicembre 1996   | C. W. Hergenrother                               |
| 118232 -              | 1997 AY6                 | 9 gennaio 1997    | T. Kobayashi                                     |
| 118233 Gfrancoferrini | 1997 BX6                 | 30 gennaio 1997   | U. Munari, M. Tombelli                           |
| 118234 -              | 1997 BO7                 | 31 gennaio 1997   | Spacewatch                                       |
| 118235 Federico       | 1997 ES7                 | 7 marzo 1997      | Osservatorio San Vittore                         |
| 118236 -              | 1997 EO26                | 4 marzo 1997      | Spacewatch                                       |
| 118237 -              | 1997 GD16                | 3 aprile 1997     | LINEAR                                           |
| 118238 -              | 1997 JT5                 | 2 maggio 1997     | Spacewatch                                       |
| 118239 -              | 1997 KX                  | 31 maggio 1997    | BAO Schmidt CCD Asteroid Program                 |
| 118240 -              | 1997 LS3                 | 5 giugno 1997     | Spacewatch                                       |
| 118241 -              | 1997 LJ9                 | 7 giugno 1997     | E. W. Elst                                       |
| 118242 -              | 1997 NM3                 | 9 luglio 1997     | P. G. Comba                                      |
| 118243 -              | 1997 QL1                 | 30 agosto 1997    | Z. Moravec                                       |
| 118244 -              | 1997 RV10                | 3 settembre 1997  | ODAS                                             |
| 118245 -              | 1997 SF10                | 23 settembre 1997 | BAO Schmidt CCD Asteroid Program                 |
| 118246 -              | 1997 SR15                | 27 settembre 1997 | ODAS                                             |
| 118247 -              | 1997 TH1                 | 3 ottobre 1997    | ODAS                                             |
| 118248 -              | 1997 TS19                | 2 ottobre 1997    | Spacewatch                                       |
| 118249 -              | 1997 WF15                | 23 novembre 1997  | Spacewatch                                       |
| 118250 -              | 1998 BY1                 | 19 gennaio 1998   | N. Kawasato                                      |
| 118251 -              | 1998 BF18                | 22 gennaio 1998   | Spacewatch                                       |
| 118252 -              | 1998 BW33                | 31 gennaio 1998   | T. Kobayashi                                     |
| 118253 -              | 1998 BK43                | 23 gennaio 1998   | Spacewatch                                       |
| 118254 -              | 1998 CU                  | 4 febbraio 1998   | M. Tichý, Z. Moravec                             |
| 118255 -              | 1998 CZ2                 | 6 febbraio 1998   | E. W. Elst                                       |
| 118256 -              | 1998 DX25                | 23 febbraio 1998  | Spacewatch                                       |
| 118257 -              | 1998 FS17                | 20 marzo 1998     | LINEAR                                           |
| 118258 -              | 1998 FG41                | 20 marzo 1998     | LINEAR                                           |
| 118259 -              | 1998 FT52                | 20 marzo 1998     | LINEAR                                           |
| 118260 -              | 1998 FP54                | 20 marzo 1998     | LINEAR                                           |
| 118261 -              | 1998 FF79                | 24 marzo 1998     | LINEAR                                           |
| 118262 -              | 1998 FO85                | 24 marzo 1998     | LINEAR                                           |
| 118263 -              | 1998 FE90                | 24 marzo 1998     | LINEAR                                           |
| 118264 -              | 1998 FB105               | 31 marzo 1998     | LINEAR                                           |
| 118265 -              | 1998 FM142               | 29 marzo 1998     | LINEAR                                           |
| 118266 -              | 1998 HQ17                | 18 aprile 1998    | LINEAR                                           |
| 118267 -              | 1998 HR56                | 21 aprile 1998    | LINEAR                                           |
| 118268 -              | 1998 HG61                | 21 aprile 1998    | LINEAR                                           |
| 118269 -              | 1998 HL74                | 21 aprile 1998    | LINEAR                                           |
| 118270 -              | 1998 HN129               | 19 aprile 1998    | LINEAR                                           |
| 118271 -              | 1998 HO149               | 25 aprile 1998    | E. W. Elst                                       |
| 118272 -              | 1998 KU10                | 22 maggio 1998    | Spacewatch                                       |
| 118273 -              | 1998 OX9                 | 26 luglio 1998    | E. W. Elst                                       |
| 118274 -              | 1998 QE20                | 17 agosto 1998    | LINEAR                                           |
| 118275 -              | 1998 QR24                | 17 agosto 1998    | LINEAR                                           |
| 118276 -              | 1998 QM33                | 17 agosto 1998    | LINEAR                                           |
| 118277 -              | 1998 QE105               | 25 agosto 1998    | E. W. Elst                                       |
| 118278 -              | 1998 RO17                | 14 settembre 1998 | LINEAR                                           |
| 118279 -              | 1998 RG23                | 14 settembre 1998 | LINEAR                                           |
| 118280 -              | 1998 RQ31                | 14 settembre 1998 | LINEAR                                           |
| 118281 -              | 1998 RH43                | 14 settembre 1998 | LINEAR                                           |
| 118282 -              | 1998 RB48                | 14 settembre 1998 | LINEAR                                           |
| 118283 -              | 1998 RU55                | 14 settembre 1998 | LINEAR                                           |
| 118284 -              | 1998 RC59                | 14 settembre 1998 | LINEAR                                           |
| 118285 -              | 1998 RF65                | 14 settembre 1998 | LINEAR                                           |
| 118286 -              | 1998 RR66                | 14 settembre 1998 | LINEAR                                           |
| 118287 -              | 1998 RY66                | 14 settembre 1998 | LINEAR                                           |
| 118288 -              | 1998 SK4                 | 20 settembre 1998 | P. G. Comba                                      |
| 118289 -              | 1998 SN10                | 19 settembre 1998 | N. Kawasato                                      |
| 118290 -              | 1998 SZ26                | 20 settembre 1998 | BAO Schmidt CCD Asteroid Program                 |
| 118291 -              | 1998 SU46                | 25 settembre 1998 | Spacewatch                                       |
| 118292 -              | 1998 SE57                | 17 settembre 1998 | LONEOS                                           |
| 118293 -              | 1998 SV62                | 25 settembre 1998 | BAO Schmidt CCD Asteroid Program                 |
| 118294 -              | 1998 SQ75                | 17 settembre 1998 | BAO Schmidt CCD Asteroid Program                 |
| 118295 -              | 1998 SA111               | 26 settembre 1998 | LINEAR                                           |
| 118296 -              | 1998 SL122               | 26 settembre 1998 | LINEAR                                           |
| 118297 -              | 1998 SY129               | 26 settembre 1998 | LINEAR                                           |
| 118298 -              | 1998 SC131               | 26 settembre 1998 | LINEAR                                           |
| 118299 -              | 1998 SD148               | 26 settembre 1998 | LINEAR                                           |
| 118300 -              | 1998 SL162               | 26 settembre 1998 | LINEAR                                           |

## 118301-118400
| Nome     | Designazione provvisoria | Data di scoperta | Scopritore            |
| -------- | ------------------------ | ---------------- | --------------------- |
| 118301 - | 1998 TO16                | 14 ottobre 1998  | ODAS                  |
| 118302 - | 1998 TX36                | 14 ottobre 1998  | LONEOS                |
| 118303 - | 1998 UG                  | 17 ottobre 1998  | CSS                   |
| 118304 - | 1998 UQ20                | 28 ottobre 1998  | K. Korlević           |
| 118305 - | 1998 UU30                | 18 ottobre 1998  | E. W. Elst            |
| 118306 - | 1998 US39                | 28 ottobre 1998  | LINEAR                |
| 118307 - | 1998 VM1                 | 10 novembre 1998 | LINEAR                |
| 118308 - | 1998 VT7                 | 10 novembre 1998 | LINEAR                |
| 118309 - | 1998 VR9                 | 10 novembre 1998 | LINEAR                |
| 118310 - | 1998 VP32                | 15 novembre 1998 | CSS                   |
| 118311 - | 1998 VU36                | 10 novembre 1998 | LINEAR                |
| 118312 - | 1998 VM39                | 11 novembre 1998 | LINEAR                |
| 118313 - | 1998 WV2                 | 17 novembre 1998 | ODAS                  |
| 118314 - | 1998 WG11                | 21 novembre 1998 | LINEAR                |
| 118315 - | 1998 WR12                | 21 novembre 1998 | LINEAR                |
| 118316 - | 1998 WC15                | 21 novembre 1998 | LINEAR                |
| 118317 - | 1998 WK41                | 18 novembre 1998 | LINEAR                |
| 118318 - | 1998 XW                  | 7 dicembre 1998  | ODAS                  |
| 118319 - | 1998 XP10                | 15 dicembre 1998 | ODAS                  |
| 118320 - | 1998 XB11                | 15 dicembre 1998 | ODAS                  |
| 118321 - | 1998 XS12                | 15 dicembre 1998 | K. Korlević           |
| 118322 - | 1998 XK48                | 14 dicembre 1998 | LINEAR                |
| 118323 - | 1998 XU52                | 14 dicembre 1998 | LINEAR                |
| 118324 - | 1998 XB57                | 15 dicembre 1998 | LINEAR                |
| 118325 - | 1998 XP71                | 14 dicembre 1998 | LINEAR                |
| 118326 - | 1998 YR20                | 25 dicembre 1998 | Spacewatch            |
| 118327 - | 1998 YZ20                | 26 dicembre 1998 | Spacewatch            |
| 118328 - | 1998 YH21                | 26 dicembre 1998 | Spacewatch            |
| 118329 - | 1998 YG24                | 16 dicembre 1998 | LINEAR                |
| 118330 - | 1999 AP                  | 4 gennaio 1999   | Farra d'Isonzo        |
| 118331 - | 1999 AM2                 | 9 gennaio 1999   | T. Kobayashi          |
| 118332 - | 1999 AK14                | 8 gennaio 1999   | Spacewatch            |
| 118333 - | 1999 AB24                | 15 gennaio 1999  | CSS                   |
| 118334 - | 1999 AY24                | 15 gennaio 1999  | ODAS                  |
| 118335 - | 1999 BF2                 | 19 gennaio 1999  | CSS                   |
| 118336 - | 1999 BB7                 | 20 gennaio 1999  | Farra d'Isonzo        |
| 118337 - | 1999 BQ9                 | 23 gennaio 1999  | CSS                   |
| 118338 - | 1999 CS                  | 5 febbraio 1999  | T. Kobayashi          |
| 118339 - | 1999 CK18                | 10 febbraio 1999 | LINEAR                |
| 118340 - | 1999 CL20                | 10 febbraio 1999 | LINEAR                |
| 118341 - | 1999 CK25                | 10 febbraio 1999 | LINEAR                |
| 118342 - | 1999 CW26                | 10 febbraio 1999 | LINEAR                |
| 118343 - | 1999 CT27                | 10 febbraio 1999 | LINEAR                |
| 118344 - | 1999 CS42                | 10 febbraio 1999 | LINEAR                |
| 118345 - | 1999 CZ45                | 10 febbraio 1999 | LINEAR                |
| 118346 - | 1999 CA48                | 10 febbraio 1999 | LINEAR                |
| 118347 - | 1999 CM60                | 12 febbraio 1999 | LINEAR                |
| 118348 - | 1999 CT86                | 10 febbraio 1999 | LINEAR                |
| 118349 - | 1999 CG88                | 10 febbraio 1999 | LINEAR                |
| 118350 - | 1999 CR89                | 10 febbraio 1999 | LINEAR                |
| 118351 - | 1999 CF98                | 10 febbraio 1999 | LINEAR                |
| 118352 - | 1999 CA101               | 10 febbraio 1999 | LINEAR                |
| 118353 - | 1999 CZ104               | 12 febbraio 1999 | LINEAR                |
| 118354 - | 1999 CY149               | 13 febbraio 1999 | Spacewatch            |
| 118355 - | 1999 CA154               | 14 febbraio 1999 | LONEOS                |
| 118356 - | 1999 EM3                 | 12 marzo 1999    | W. Bickel             |
| 118357 - | 1999 EM11                | 15 marzo 1999    | Spacewatch            |
| 118358 - | 1999 FH2                 | 16 marzo 1999    | Spacewatch            |
| 118359 - | 1999 FZ3                 | 16 marzo 1999    | Spacewatch            |
| 118360 - | 1999 FV4                 | 17 marzo 1999    | Spacewatch            |
| 118361 - | 1999 FX4                 | 17 marzo 1999    | Spacewatch            |
| 118362 - | 1999 FS17                | 23 marzo 1999    | Spacewatch            |
| 118363 - | 1999 FH46                | 20 marzo 1999    | LINEAR                |
| 118364 - | 1999 FT47                | 20 marzo 1999    | LINEAR                |
| 118365 - | 1999 FQ52                | 20 marzo 1999    | LINEAR                |
| 118366 - | 1999 GK                  | 5 aprile 1999    | J. Tóth, D. Kalmančok |
| 118367 - | 1999 GC4                 | 12 aprile 1999   | F. B. Zoltowski       |
| 118368 - | 1999 GE11                | 11 aprile 1999   | Spacewatch            |
| 118369 - | 1999 GF11                | 11 aprile 1999   | Spacewatch            |
| 118370 - | 1999 GT13                | 14 aprile 1999   | Spacewatch            |
| 118371 - | 1999 GE33                | 12 aprile 1999   | LINEAR                |
| 118372 - | 1999 GV33                | 12 aprile 1999   | LINEAR                |
| 118373 - | 1999 GD41                | 12 aprile 1999   | LINEAR                |
| 118374 - | 1999 GU55                | 7 aprile 1999    | Spacewatch            |
| 118375 - | 1999 HB4                 | 16 aprile 1999   | Spacewatch            |
| 118376 - | 1999 HE4                 | 16 aprile 1999   | Spacewatch            |
| 118377 - | 1999 HW7                 | 19 aprile 1999   | Spacewatch            |
| 118378 - | 1999 HT11                | 17 aprile 1999   | Kitt Peak             |
| 118379 - | 1999 HC12                | 18 aprile 1999   | Kitt Peak             |
| 118380 - | 1999 JQ5                 | 10 maggio 1999   | LINEAR                |
| 118381 - | 1999 JU5                 | 12 maggio 1999   | LINEAR                |
| 118382 - | 1999 JH6                 | 12 maggio 1999   | LINEAR                |
| 118383 - | 1999 JE7                 | 8 maggio 1999    | CSS                   |
| 118384 - | 1999 JA8                 | 12 maggio 1999   | LINEAR                |
| 118385 - | 1999 JP11                | 12 maggio 1999   | LINEAR                |
| 118386 - | 1999 JF14                | 13 maggio 1999   | LINEAR                |
| 118387 - | 1999 JC15                | 12 maggio 1999   | LINEAR                |
| 118388 - | 1999 JR42                | 10 maggio 1999   | LINEAR                |
| 118389 - | 1999 JV42                | 10 maggio 1999   | LINEAR                |
| 118390 - | 1999 JS49                | 10 maggio 1999   | LINEAR                |
| 118391 - | 1999 JV117               | 13 maggio 1999   | LINEAR                |
| 118392 - | 1999 JO124               | 10 maggio 1999   | LINEAR                |
| 118393 - | 1999 KB3                 | 17 maggio 1999   | Spacewatch            |
| 118394 - | 1999 NV7                 | 13 luglio 1999   | LINEAR                |
| 118395 - | 1999 NB65                | 14 luglio 1999   | LINEAR                |
| 118396 - | 1999 RY29                | 8 settembre 1999 | LINEAR                |
| 118397 - | 1999 RO45                | 8 settembre 1999 | T. Pauwels            |
| 118398 - | 1999 RO58                | 7 settembre 1999 | LINEAR                |
| 118399 - | 1999 RM61                | 7 settembre 1999 | LINEAR                |
| 118400 - | 1999 RB63                | 7 settembre 1999 | LINEAR                |

## 118401-118500
| Nome           | Designazione provvisoria | Data di scoperta  | Scopritore                       |
| -------------- | ------------------------ | ----------------- | -------------------------------- |
| 118401 LINEAR  | 1999 RE70                | 7 settembre 1999  | LINEAR                           |
| 118402 -       | 1999 RK78                | 7 settembre 1999  | LINEAR                           |
| 118403 -       | 1999 RY92                | 7 settembre 1999  | LINEAR                           |
| 118404 -       | 1999 RC93                | 7 settembre 1999  | LINEAR                           |
| 118405 -       | 1999 RM104               | 8 settembre 1999  | LINEAR                           |
| 118406 -       | 1999 RM168               | 9 settembre 1999  | LINEAR                           |
| 118407 -       | 1999 RA201               | 8 settembre 1999  | LINEAR                           |
| 118408 -       | 1999 RV220               | 5 settembre 1999  | CSS                              |
| 118409 -       | 1999 RB234               | 8 settembre 1999  | CSS                              |
| 118410 -       | 1999 RD239               | 8 settembre 1999  | CSS                              |
| 118411 -       | 1999 RV251               | 6 settembre 1999  | CSS                              |
| 118412 -       | 1999 RG253               | 8 settembre 1999  | Spacewatch                       |
| 118413 -       | 1999 SP1                 | 19 settembre 1999 | L. Šarounová                     |
| 118414 -       | 1999 SU10                | 30 settembre 1999 | CSS                              |
| 118415 -       | 1999 SV19                | 30 settembre 1999 | LINEAR                           |
| 118416 -       | 1999 TD9                 | 7 ottobre 1999    | K. Korlević, M. Jurić            |
| 118417 -       | 1999 TW12                | 10 ottobre 1999   | C. W. Juels                      |
| 118418 Yangmei | 1999 TP18                | 14 ottobre 1999   | BAO Schmidt CCD Asteroid Program |
| 118419 -       | 1999 TK53                | 6 ottobre 1999    | Spacewatch                       |
| 118420 -       | 1999 TF59                | 7 ottobre 1999    | Spacewatch                       |
| 118421 -       | 1999 TM65                | 8 ottobre 1999    | Spacewatch                       |
| 118422 -       | 1999 TU71                | 9 ottobre 1999    | Spacewatch                       |
| 118423 -       | 1999 TJ84                | 13 ottobre 1999   | Spacewatch                       |
| 118424 -       | 1999 TL111               | 4 ottobre 1999    | LINEAR                           |
| 118425 -       | 1999 TG114               | 4 ottobre 1999    | LINEAR                           |
| 118426 -       | 1999 TX136               | 6 ottobre 1999    | LINEAR                           |
| 118427 -       | 1999 TM148               | 7 ottobre 1999    | LINEAR                           |
| 118428 -       | 1999 TG157               | 9 ottobre 1999    | LINEAR                           |
| 118429 -       | 1999 TE163               | 9 ottobre 1999    | LINEAR                           |
| 118430 -       | 1999 TZ171               | 10 ottobre 1999   | LINEAR                           |
| 118431 -       | 1999 TD187               | 12 ottobre 1999   | LINEAR                           |
| 118432 -       | 1999 TL214               | 15 ottobre 1999   | LINEAR                           |
| 118433 -       | 1999 TN235               | 3 ottobre 1999    | CSS                              |
| 118434 -       | 1999 TY250               | 5 ottobre 1999    | LINEAR                           |
| 118435 -       | 1999 TK273               | 5 ottobre 1999    | LINEAR                           |
| 118436 -       | 1999 TU275               | 6 ottobre 1999    | LINEAR                           |
| 118437 -       | 1999 TB285               | 9 ottobre 1999    | LINEAR                           |
| 118438 -       | 1999 UK17                | 29 ottobre 1999   | Spacewatch                       |
| 118439 -       | 1999 UT20                | 31 ottobre 1999   | Spacewatch                       |
| 118440 -       | 1999 UM37                | 16 ottobre 1999   | Spacewatch                       |
| 118441 -       | 1999 UP39                | 31 ottobre 1999   | Spacewatch                       |
| 118442 -       | 1999 UM54                | 19 ottobre 1999   | Spacewatch                       |
| 118443 -       | 1999 UZ62                | 28 ottobre 1999   | CSS                              |
| 118444 -       | 1999 VK20                | 11 novembre 1999  | C. W. Juels                      |
| 118445 -       | 1999 VH29                | 3 novembre 1999   | LINEAR                           |
| 118446 -       | 1999 VK69                | 4 novembre 1999   | LINEAR                           |
| 118447 -       | 1999 VM81                | 5 novembre 1999   | LINEAR                           |
| 118448 -       | 1999 VH93                | 9 novembre 1999   | LINEAR                           |
| 118449 -       | 1999 VY94                | 9 novembre 1999   | LINEAR                           |
| 118450 -       | 1999 VV116               | 5 novembre 1999   | Spacewatch                       |
| 118451 -       | 1999 VX124               | 9 novembre 1999   | LINEAR                           |
| 118452 -       | 1999 VH127               | 9 novembre 1999   | Spacewatch                       |
| 118453 -       | 1999 VP159               | 14 novembre 1999  | LINEAR                           |
| 118454 -       | 1999 VU159               | 14 novembre 1999  | LINEAR                           |
| 118455 -       | 1999 VP191               | 12 novembre 1999  | LINEAR                           |
| 118456 -       | 1999 VO205               | 10 novembre 1999  | LONEOS                           |
| 118457 -       | 1999 WP6                 | 28 novembre 1999  | K. Korlević                      |
| 118458 -       | 1999 WY11                | 28 novembre 1999  | Spacewatch                       |
| 118459 -       | 1999 XB6                 | 4 dicembre 1999   | CSS                              |
| 118460 -       | 1999 XM6                 | 4 dicembre 1999   | CSS                              |
| 118461 -       | 1999 XJ10                | 5 dicembre 1999   | CSS                              |
| 118462 -       | 1999 XQ24                | 6 dicembre 1999   | LINEAR                           |
| 118463 -       | 1999 XZ48                | 7 dicembre 1999   | LINEAR                           |
| 118464 -       | 1999 XE61                | 7 dicembre 1999   | LINEAR                           |
| 118465 -       | 1999 XR70                | 7 dicembre 1999   | LINEAR                           |
| 118466 -       | 1999 XK110               | 4 dicembre 1999   | CSS                              |
| 118467 -       | 1999 XO123               | 7 dicembre 1999   | CSS                              |
| 118468 -       | 1999 XT216               | 13 dicembre 1999  | Spacewatch                       |
| 118469 -       | 1999 XW226               | 15 dicembre 1999  | Spacewatch                       |
| 118470 -       | 2000 AG4                 | 3 gennaio 2000    | LINEAR                           |
| 118471 -       | 2000 AF15                | 3 gennaio 2000    | LINEAR                           |
| 118472 -       | 2000 AJ31                | 3 gennaio 2000    | LINEAR                           |
| 118473 -       | 2000 AO34                | 3 gennaio 2000    | LINEAR                           |
| 118474 -       | 2000 AH41                | 3 gennaio 2000    | LINEAR                           |
| 118475 -       | 2000 AJ127               | 5 gennaio 2000    | LINEAR                           |
| 118476 -       | 2000 AF163               | 5 gennaio 2000    | LINEAR                           |
| 118477 -       | 2000 AQ168               | 12 gennaio 2000   | P. G. Comba                      |
| 118478 -       | 2000 AD211               | 5 gennaio 2000    | Spacewatch                       |
| 118479 -       | 2000 AM238               | 6 gennaio 2000    | LINEAR                           |
| 118480 -       | 2000 BG10                | 26 gennaio 2000   | Spacewatch                       |
| 118481 -       | 2000 BK32                | 28 gennaio 2000   | Spacewatch                       |
| 118482 -       | 2000 BT51                | 30 gennaio 2000   | CSS                              |
| 118483 -       | 2000 CJ16                | 2 febbraio 2000   | LINEAR                           |
| 118484 -       | 2000 CK20                | 2 febbraio 2000   | LINEAR                           |
| 118485 -       | 2000 CP27                | 2 febbraio 2000   | LINEAR                           |
| 118486 -       | 2000 CN30                | 2 febbraio 2000   | LINEAR                           |
| 118487 -       | 2000 CK31                | 2 febbraio 2000   | LINEAR                           |
| 118488 -       | 2000 CP37                | 3 febbraio 2000   | LINEAR                           |
| 118489 -       | 2000 CR40                | 1 febbraio 2000   | CSS                              |
| 118490 -       | 2000 CN54                | 2 febbraio 2000   | LINEAR                           |
| 118491 -       | 2000 CC88                | 4 febbraio 2000   | LINEAR                           |
| 118492 -       | 2000 CK98                | 7 febbraio 2000   | Spacewatch                       |
| 118493 -       | 2000 DH3                 | 27 febbraio 2000  | K. Korlević, M. Jurić            |
| 118494 -       | 2000 DP8                 | 29 febbraio 2000  | LINEAR                           |
| 118495 -       | 2000 DV9                 | 26 febbraio 2000  | Spacewatch                       |
| 118496 -       | 2000 DA34                | 29 febbraio 2000  | LINEAR                           |
| 118497 -       | 2000 DB34                | 29 febbraio 2000  | LINEAR                           |
| 118498 -       | 2000 DD42                | 29 febbraio 2000  | LINEAR                           |
| 118499 -       | 2000 DM59                | 29 febbraio 2000  | LINEAR                           |
| 118500 -       | 2000 DH64                | 29 febbraio 2000  | LINEAR                           |

## 118501-118600
| Nome              | Designazione provvisoria | Data di scoperta | Scopritore  |
| ----------------- | ------------------------ | ---------------- | ----------- |
| 118501 -          | 2000 DO67                | 29 febbraio 2000 | LINEAR      |
| 118502 -          | 2000 DV70                | 29 febbraio 2000 | LINEAR      |
| 118503 -          | 2000 DA71                | 29 febbraio 2000 | LINEAR      |
| 118504 -          | 2000 DS72                | 29 febbraio 2000 | LINEAR      |
| 118505 -          | 2000 DL76                | 29 febbraio 2000 | LINEAR      |
| 118506 -          | 2000 DX80                | 28 febbraio 2000 | LINEAR      |
| 118507 -          | 2000 DV81                | 28 febbraio 2000 | LINEAR      |
| 118508 -          | 2000 DW81                | 28 febbraio 2000 | LINEAR      |
| 118509 -          | 2000 DA85                | 29 febbraio 2000 | LINEAR      |
| 118510 -          | 2000 DC90                | 27 febbraio 2000 | Spacewatch  |
| 118511 -          | 2000 DR93                | 28 febbraio 2000 | LINEAR      |
| 118512 -          | 2000 DR94                | 28 febbraio 2000 | LINEAR      |
| 118513 -          | 2000 DD97                | 29 febbraio 2000 | LINEAR      |
| 118514 -          | 2000 DJ104               | 29 febbraio 2000 | LINEAR      |
| 118515 -          | 2000 DF105               | 29 febbraio 2000 | LINEAR      |
| 118516 -          | 2000 DP105               | 29 febbraio 2000 | LINEAR      |
| 118517 -          | 2000 DM106               | 29 febbraio 2000 | LINEAR      |
| 118518 -          | 2000 DO116               | 26 febbraio 2000 | CSS         |
| 118519 -          | 2000 EY10                | 4 marzo 2000     | LINEAR      |
| 118520 -          | 2000 EU11                | 4 marzo 2000     | LINEAR      |
| 118521 -          | 2000 EO14                | 5 marzo 2000     | K. Korlević |
| 118522 -          | 2000 EA16                | 3 marzo 2000     | Spacewatch  |
| 118523 -          | 2000 EW22                | 3 marzo 2000     | Spacewatch  |
| 118524 -          | 2000 EE24                | 8 marzo 2000     | Spacewatch  |
| 118525 -          | 2000 ED30                | 5 marzo 2000     | LINEAR      |
| 118526 -          | 2000 EP30                | 5 marzo 2000     | LINEAR      |
| 118527 -          | 2000 EY33                | 5 marzo 2000     | LINEAR      |
| 118528 -          | 2000 EY39                | 8 marzo 2000     | LINEAR      |
| 118529 -          | 2000 EQ41                | 8 marzo 2000     | LINEAR      |
| 118530 -          | 2000 EW48                | 9 marzo 2000     | LINEAR      |
| 118531 -          | 2000 EH60                | 10 marzo 2000    | LINEAR      |
| 118532 -          | 2000 EJ61                | 10 marzo 2000    | LINEAR      |
| 118533 -          | 2000 EB69                | 10 marzo 2000    | LINEAR      |
| 118534 -          | 2000 ES69                | 10 marzo 2000    | LINEAR      |
| 118535 -          | 2000 EE70                | 10 marzo 2000    | LINEAR      |
| 118536 -          | 2000 EJ79                | 5 marzo 2000     | LINEAR      |
| 118537 -          | 2000 EQ80                | 5 marzo 2000     | LINEAR      |
| 118538 -          | 2000 ER86                | 8 marzo 2000     | LINEAR      |
| 118539 -          | 2000 EE87                | 8 marzo 2000     | LINEAR      |
| 118540 -          | 2000 ES90                | 9 marzo 2000     | LINEAR      |
| 118541 -          | 2000 EC96                | 11 marzo 2000    | LINEAR      |
| 118542 -          | 2000 EL113               | 9 marzo 2000     | Spacewatch  |
| 118543 -          | 2000 EX120               | 11 marzo 2000    | LONEOS      |
| 118544 -          | 2000 EG121               | 11 marzo 2000    | LONEOS      |
| 118545 -          | 2000 EC124               | 11 marzo 2000    | LINEAR      |
| 118546 -          | 2000 ET132               | 11 marzo 2000    | LINEAR      |
| 118547 -          | 2000 EJ133               | 11 marzo 2000    | LINEAR      |
| 118548 -          | 2000 EV139               | 12 marzo 2000    | CSS         |
| 118549 -          | 2000 EG155               | 9 marzo 2000     | LINEAR      |
| 118550 -          | 2000 EC156               | 9 marzo 2000     | LINEAR      |
| 118551 -          | 2000 EX157               | 12 marzo 2000    | LONEOS      |
| 118552 -          | 2000 EZ164               | 3 marzo 2000     | LINEAR      |
| 118553 -          | 2000 EB171               | 5 marzo 2000     | LINEAR      |
| 118554 Reedtimmer | 2000 EM175               | 2 marzo 2000     | CSS         |
| 118555 -          | 2000 FH4                 | 27 marzo 2000    | Spacewatch  |
| 118556 -          | 2000 FN17                | 29 marzo 2000    | LINEAR      |
| 118557 -          | 2000 FU28                | 27 marzo 2000    | LONEOS      |
| 118558 -          | 2000 FF30                | 27 marzo 2000    | LONEOS      |
| 118559 -          | 2000 FT37                | 29 marzo 2000    | LINEAR      |
| 118560 -          | 2000 FW44                | 29 marzo 2000    | LINEAR      |
| 118561 -          | 2000 FY44                | 29 marzo 2000    | LINEAR      |
| 118562 -          | 2000 FC47                | 29 marzo 2000    | LINEAR      |
| 118563 -          | 2000 FJ47                | 29 marzo 2000    | LINEAR      |
| 118564 -          | 2000 FO47                | 29 marzo 2000    | LINEAR      |
| 118565 -          | 2000 FZ54                | 30 marzo 2000    | Spacewatch  |
| 118566 -          | 2000 FL58                | 27 marzo 2000    | LONEOS      |
| 118567 -          | 2000 FQ59                | 29 marzo 2000    | LINEAR      |
| 118568 -          | 2000 GD                  | 1 aprile 2000    | Spacewatch  |
| 118569 -          | 2000 GF1                 | 3 aprile 2000    | LINEAR      |
| 118570 -          | 2000 GP1                 | 4 aprile 2000    | P. G. Comba |
| 118571 -          | 2000 GB5                 | 3 aprile 2000    | LINEAR      |
| 118572 -          | 2000 GR12                | 5 aprile 2000    | LINEAR      |
| 118573 -          | 2000 GY12                | 5 aprile 2000    | LINEAR      |
| 118574 -          | 2000 GL18                | 5 aprile 2000    | LINEAR      |
| 118575 -          | 2000 GL23                | 5 aprile 2000    | LINEAR      |
| 118576 -          | 2000 GK27                | 5 aprile 2000    | LINEAR      |
| 118577 -          | 2000 GM31                | 5 aprile 2000    | LINEAR      |
| 118578 -          | 2000 GL40                | 5 aprile 2000    | LINEAR      |
| 118579 -          | 2000 GX44                | 5 aprile 2000    | LINEAR      |
| 118580 -          | 2000 GA46                | 5 aprile 2000    | LINEAR      |
| 118581 -          | 2000 GO50                | 5 aprile 2000    | LINEAR      |
| 118582 -          | 2000 GG52                | 5 aprile 2000    | LINEAR      |
| 118583 -          | 2000 GU54                | 5 aprile 2000    | LINEAR      |
| 118584 -          | 2000 GE58                | 5 aprile 2000    | LINEAR      |
| 118585 -          | 2000 GR60                | 5 aprile 2000    | LINEAR      |
| 118586 -          | 2000 GK65                | 5 aprile 2000    | LINEAR      |
| 118587 -          | 2000 GM68                | 5 aprile 2000    | LINEAR      |
| 118588 -          | 2000 GL69                | 5 aprile 2000    | LINEAR      |
| 118589 -          | 2000 GA71                | 5 aprile 2000    | LINEAR      |
| 118590 -          | 2000 GR72                | 5 aprile 2000    | LINEAR      |
| 118591 -          | 2000 GD76                | 5 aprile 2000    | LINEAR      |
| 118592 -          | 2000 GF76                | 5 aprile 2000    | LINEAR      |
| 118593 -          | 2000 GQ76                | 5 aprile 2000    | LINEAR      |
| 118594 -          | 2000 GZ89                | 4 aprile 2000    | LINEAR      |
| 118595 -          | 2000 GZ91                | 4 aprile 2000    | LINEAR      |
| 118596 -          | 2000 GD93                | 5 aprile 2000    | LINEAR      |
| 118597 -          | 2000 GE97                | 7 aprile 2000    | LINEAR      |
| 118598 -          | 2000 GK101               | 7 aprile 2000    | LINEAR      |
| 118599 -          | 2000 GZ103               | 7 aprile 2000    | LINEAR      |
| 118600 -          | 2000 GD106               | 7 aprile 2000    | LINEAR      |

## 118601-118700
| Nome     | Designazione provvisoria | Data di scoperta | Scopritore    |
| -------- | ------------------------ | ---------------- | ------------- |
| 118601 - | 2000 GJ107               | 7 aprile 2000    | LINEAR        |
| 118602 - | 2000 GQ111               | 3 aprile 2000    | LONEOS        |
| 118603 - | 2000 GU111               | 3 aprile 2000    | LONEOS        |
| 118604 - | 2000 GL114               | 7 aprile 2000    | LINEAR        |
| 118605 - | 2000 GR116               | 2 aprile 2000    | Spacewatch    |
| 118606 - | 2000 GG120               | 5 aprile 2000    | Spacewatch    |
| 118607 - | 2000 GG130               | 5 aprile 2000    | Spacewatch    |
| 118608 - | 2000 GQ134               | 8 aprile 2000    | LINEAR        |
| 118609 - | 2000 GZ137               | 4 aprile 2000    | LONEOS        |
| 118610 - | 2000 GC143               | 7 aprile 2000    | LONEOS        |
| 118611 - | 2000 GG143               | 7 aprile 2000    | LONEOS        |
| 118612 - | 2000 GU143               | 7 aprile 2000    | LONEOS        |
| 118613 - | 2000 GE150               | 5 aprile 2000    | LINEAR        |
| 118614 - | 2000 GZ150               | 5 aprile 2000    | LINEAR        |
| 118615 - | 2000 GT159               | 7 aprile 2000    | LINEAR        |
| 118616 - | 2000 GV159               | 7 aprile 2000    | LINEAR        |
| 118617 - | 2000 GP162               | 8 aprile 2000    | LINEAR        |
| 118618 - | 2000 HB8                 | 27 aprile 2000   | LINEAR        |
| 118619 - | 2000 HR9                 | 27 aprile 2000   | LINEAR        |
| 118620 - | 2000 HR13                | 28 aprile 2000   | LINEAR        |
| 118621 - | 2000 HK16                | 24 aprile 2000   | Spacewatch    |
| 118622 - | 2000 HZ19                | 27 aprile 2000   | Spacewatch    |
| 118623 - | 2000 HJ22                | 29 aprile 2000   | LINEAR        |
| 118624 - | 2000 HR24                | 24 aprile 2000   | LONEOS        |
| 118625 - | 2000 HF28                | 28 aprile 2000   | LINEAR        |
| 118626 - | 2000 HJ29                | 28 aprile 2000   | LINEAR        |
| 118627 - | 2000 HE36                | 28 aprile 2000   | LINEAR        |
| 118628 - | 2000 HW40                | 28 aprile 2000   | LINEAR        |
| 118629 - | 2000 HC42                | 29 aprile 2000   | LINEAR        |
| 118630 - | 2000 HA47                | 29 aprile 2000   | LINEAR        |
| 118631 - | 2000 HB48                | 29 aprile 2000   | LINEAR        |
| 118632 - | 2000 HR48                | 29 aprile 2000   | LINEAR        |
| 118633 - | 2000 HM57                | 24 aprile 2000   | LONEOS        |
| 118634 - | 2000 HA58                | 24 aprile 2000   | Spacewatch    |
| 118635 - | 2000 HE60                | 25 aprile 2000   | LONEOS        |
| 118636 - | 2000 HW64                | 26 aprile 2000   | LONEOS        |
| 118637 - | 2000 HD66                | 26 aprile 2000   | LONEOS        |
| 118638 - | 2000 HR71                | 25 aprile 2000   | LONEOS        |
| 118639 - | 2000 HM73                | 27 aprile 2000   | LONEOS        |
| 118640 - | 2000 HP94                | 29 aprile 2000   | LINEAR        |
| 118641 - | 2000 HU95                | 28 aprile 2000   | LINEAR        |
| 118642 - | 2000 HG102               | 25 aprile 2000   | Spacewatch    |
| 118643 - | 2000 JR1                 | 1 maggio 2000    | LINEAR        |
| 118644 - | 2000 JR5                 | 1 maggio 2000    | LINEAR        |
| 118645 - | 2000 JC14                | 6 maggio 2000    | LINEAR        |
| 118646 - | 2000 JL26                | 7 maggio 2000    | LINEAR        |
| 118647 - | 2000 JX29                | 7 maggio 2000    | LINEAR        |
| 118648 - | 2000 JF31                | 7 maggio 2000    | LINEAR        |
| 118649 - | 2000 JM32                | 7 maggio 2000    | LINEAR        |
| 118650 - | 2000 JQ33                | 7 maggio 2000    | LINEAR        |
| 118651 - | 2000 JV33                | 7 maggio 2000    | LINEAR        |
| 118652 - | 2000 JM36                | 7 maggio 2000    | LINEAR        |
| 118653 - | 2000 JU36                | 7 maggio 2000    | LINEAR        |
| 118654 - | 2000 JE38                | 7 maggio 2000    | LINEAR        |
| 118655 - | 2000 JB40                | 7 maggio 2000    | LINEAR        |
| 118656 - | 2000 JR40                | 5 maggio 2000    | LINEAR        |
| 118657 - | 2000 JA57                | 6 maggio 2000    | LINEAR        |
| 118658 - | 2000 JO58                | 6 maggio 2000    | LINEAR        |
| 118659 - | 2000 JH77                | 7 maggio 2000    | LINEAR        |
| 118660 - | 2000 JK77                | 7 maggio 2000    | LINEAR        |
| 118661 - | 2000 KL6                 | 27 maggio 2000   | LINEAR        |
| 118662 - | 2000 KD11                | 28 maggio 2000   | LINEAR        |
| 118663 - | 2000 KK11                | 28 maggio 2000   | LINEAR        |
| 118664 - | 2000 KP15                | 28 maggio 2000   | LINEAR        |
| 118665 - | 2000 KE34                | 27 maggio 2000   | LINEAR        |
| 118666 - | 2000 KZ34                | 27 maggio 2000   | LINEAR        |
| 118667 - | 2000 KA40                | 25 maggio 2000   | Spacewatch    |
| 118668 - | 2000 KS43                | 31 maggio 2000   | Spacewatch    |
| 118669 - | 2000 KO54                | 27 maggio 2000   | LONEOS        |
| 118670 - | 2000 KP55                | 27 maggio 2000   | LINEAR        |
| 118671 - | 2000 KL63                | 26 maggio 2000   | LONEOS        |
| 118672 - | 2000 KS63                | 26 maggio 2000   | LONEOS        |
| 118673 - | 2000 KU68                | 29 maggio 2000   | Spacewatch    |
| 118674 - | 2000 KD78                | 27 maggio 2000   | LINEAR        |
| 118675 - | 2000 KW81                | 24 maggio 2000   | LONEOS        |
| 118676 - | 2000 LS17                | 7 giugno 2000    | LINEAR        |
| 118677 - | 2000 LG19                | 8 giugno 2000    | LINEAR        |
| 118678 - | 2000 LH22                | 6 giugno 2000    | Spacewatch    |
| 118679 - | 2000 LE35                | 1 giugno 2000    | NEAT          |
| 118680 - | 2000 LQ35                | 1 giugno 2000    | LONEOS        |
| 118681 - | 2000 NJ1                 | 3 luglio 2000    | Spacewatch    |
| 118682 - | 2000 NJ3                 | 7 luglio 2000    | Farpoint      |
| 118683 - | 2000 NE11                | 12 luglio 2000   | P. Kušnirák   |
| 118684 - | 2000 NX14                | 5 luglio 2000    | LONEOS        |
| 118685 - | 2000 NV15                | 5 luglio 2000    | LONEOS        |
| 118686 - | 2000 NA20                | 5 luglio 2000    | LONEOS        |
| 118687 - | 2000 NF22                | 7 luglio 2000    | LINEAR        |
| 118688 - | 2000 NJ22                | 7 luglio 2000    | LINEAR        |
| 118689 - | 2000 NG23                | 5 luglio 2000    | LONEOS        |
| 118690 - | 2000 OO20                | 30 luglio 2000   | LINEAR        |
| 118691 - | 2000 OJ23                | 23 luglio 2000   | LINEAR        |
| 118692 - | 2000 OS28                | 30 luglio 2000   | LINEAR        |
| 118693 - | 2000 OL31                | 30 luglio 2000   | LINEAR        |
| 118694 - | 2000 OG42                | 30 luglio 2000   | LINEAR        |
| 118695 - | 2000 OW44                | 30 luglio 2000   | LINEAR        |
| 118696 - | 2000 OA46                | 30 luglio 2000   | LINEAR        |
| 118697 - | 2000 OL47                | 31 luglio 2000   | LINEAR        |
| 118698 - | 2000 OY51                | 28 luglio 2000   | B. J. Gladman |
| 118699 - | 2000 OK53                | 30 luglio 2000   | LINEAR        |
| 118700 - | 2000 OQ53                | 30 luglio 2000   | LINEAR        |

## 118701-118800
| Nome                 | Designazione provvisoria | Data di scoperta  | Scopritore             |
| -------------------- | ------------------------ | ----------------- | ---------------------- |
| 118701 -             | 2000 OW59                | 29 luglio 2000    | LONEOS                 |
| 118702 -             | 2000 OM67                | 31 luglio 2000    | M. W. Buie, S. D. Kern |
| 118703 -             | 2000 PJ8                 | 4 agosto 2000     | LINEAR                 |
| 118704 -             | 2000 PK10                | 1 agosto 2000     | LINEAR                 |
| 118705 -             | 2000 PJ16                | 1 agosto 2000     | LINEAR                 |
| 118706 -             | 2000 PL17                | 1 agosto 2000     | LINEAR                 |
| 118707 -             | 2000 PC20                | 1 agosto 2000     | LINEAR                 |
| 118708 -             | 2000 PO21                | 1 agosto 2000     | LINEAR                 |
| 118709 -             | 2000 QS5                 | 24 agosto 2000    | LINEAR                 |
| 118710 -             | 2000 QN12                | 24 agosto 2000    | LINEAR                 |
| 118711 -             | 2000 QT15                | 24 agosto 2000    | LINEAR                 |
| 118712 -             | 2000 QU16                | 24 agosto 2000    | LINEAR                 |
| 118713 -             | 2000 QY22                | 25 agosto 2000    | LINEAR                 |
| 118714 -             | 2000 QF27                | 24 agosto 2000    | LINEAR                 |
| 118715 -             | 2000 QW35                | 24 agosto 2000    | LINEAR                 |
| 118716 -             | 2000 QR46                | 24 agosto 2000    | LINEAR                 |
| 118717 -             | 2000 QK48                | 24 agosto 2000    | LINEAR                 |
| 118718 -             | 2000 QT49                | 24 agosto 2000    | LINEAR                 |
| 118719 -             | 2000 QK55                | 25 agosto 2000    | LINEAR                 |
| 118720 -             | 2000 QB58                | 26 agosto 2000    | LINEAR                 |
| 118721 -             | 2000 QM63                | 28 agosto 2000    | LINEAR                 |
| 118722 -             | 2000 QV64                | 28 agosto 2000    | LINEAR                 |
| 118723 -             | 2000 QC79                | 24 agosto 2000    | LINEAR                 |
| 118724 -             | 2000 QF79                | 24 agosto 2000    | LINEAR                 |
| 118725 -             | 2000 QD82                | 24 agosto 2000    | LINEAR                 |
| 118726 -             | 2000 QO85                | 25 agosto 2000    | LINEAR                 |
| 118727 -             | 2000 QS89                | 25 agosto 2000    | LINEAR                 |
| 118728 -             | 2000 QN93                | 26 agosto 2000    | LINEAR                 |
| 118729 -             | 2000 QC95                | 26 agosto 2000    | LINEAR                 |
| 118730 -             | 2000 QL100               | 28 agosto 2000    | LINEAR                 |
| 118731 -             | 2000 QX115               | 26 agosto 2000    | LINEAR                 |
| 118732 -             | 2000 QY123               | 25 agosto 2000    | LINEAR                 |
| 118733 -             | 2000 QN125               | 31 agosto 2000    | LINEAR                 |
| 118734 -             | 2000 QO126               | 31 agosto 2000    | LINEAR                 |
| 118735 -             | 2000 QM129               | 30 agosto 2000    | K. Korlević            |
| 118736 -             | 2000 QF132               | 26 agosto 2000    | LINEAR                 |
| 118737 -             | 2000 QZ132               | 26 agosto 2000    | LINEAR                 |
| 118738 -             | 2000 QF134               | 26 agosto 2000    | LINEAR                 |
| 118739 -             | 2000 QO135               | 26 agosto 2000    | LINEAR                 |
| 118740 -             | 2000 QN137               | 31 agosto 2000    | LINEAR                 |
| 118741 -             | 2000 QH141               | 31 agosto 2000    | LINEAR                 |
| 118742 -             | 2000 QA145               | 31 agosto 2000    | LINEAR                 |
| 118743 -             | 2000 QV146               | 31 agosto 2000    | LINEAR                 |
| 118744 -             | 2000 QA155               | 31 agosto 2000    | LINEAR                 |
| 118745 -             | 2000 QU155               | 31 agosto 2000    | LINEAR                 |
| 118746 -             | 2000 QS156               | 31 agosto 2000    | LINEAR                 |
| 118747 -             | 2000 QB162               | 31 agosto 2000    | LINEAR                 |
| 118748 -             | 2000 QE164               | 31 agosto 2000    | LINEAR                 |
| 118749 -             | 2000 QD171               | 31 agosto 2000    | LINEAR                 |
| 118750 -             | 2000 QY171               | 31 agosto 2000    | LINEAR                 |
| 118751 -             | 2000 QW178               | 31 agosto 2000    | LINEAR                 |
| 118752 -             | 2000 QQ186               | 26 agosto 2000    | LINEAR                 |
| 118753 -             | 2000 QP188               | 26 agosto 2000    | LINEAR                 |
| 118754 -             | 2000 QA192               | 26 agosto 2000    | LINEAR                 |
| 118755 -             | 2000 QT198               | 29 agosto 2000    | LINEAR                 |
| 118756 -             | 2000 QK200               | 29 agosto 2000    | LINEAR                 |
| 118757 -             | 2000 QE207               | 31 agosto 2000    | LINEAR                 |
| 118758 -             | 2000 QZ207               | 31 agosto 2000    | LINEAR                 |
| 118759 -             | 2000 QR213               | 31 agosto 2000    | LINEAR                 |
| 118760 -             | 2000 QU213               | 31 agosto 2000    | LINEAR                 |
| 118761 -             | 2000 QB220               | 21 agosto 2000    | LONEOS                 |
| 118762 -             | 2000 QM222               | 21 agosto 2000    | LONEOS                 |
| 118763 -             | 2000 QU222               | 21 agosto 2000    | LONEOS                 |
| 118764 -             | 2000 QC224               | 26 agosto 2000    | LINEAR                 |
| 118765 -             | 2000 QB225               | 29 agosto 2000    | LINEAR                 |
| 118766 -             | 2000 QQ229               | 31 agosto 2000    | LINEAR                 |
| 118767 -             | 2000 QG230               | 31 agosto 2000    | LINEAR                 |
| 118768 Carlosnoriega | 2000 QY233               | 25 agosto 2000    | M. W. Buie             |
| 118769 Olivas        | 2000 QJ249               | 28 agosto 2000    | M. W. Buie             |
| 118770 -             | 2000 RY4                 | 1 settembre 2000  | LINEAR                 |
| 118771 -             | 2000 RY18                | 1 settembre 2000  | LINEAR                 |
| 118772 -             | 2000 RL20                | 1 settembre 2000  | LINEAR                 |
| 118773 -             | 2000 RH34                | 1 settembre 2000  | LINEAR                 |
| 118774 -             | 2000 RH35                | 1 settembre 2000  | LINEAR                 |
| 118775 -             | 2000 RR37                | 3 settembre 2000  | LINEAR                 |
| 118776 -             | 2000 RB58                | 7 settembre 2000  | Spacewatch             |
| 118777 -             | 2000 RW59                | 7 settembre 2000  | P. Kušnirák            |
| 118778 -             | 2000 RW62                | 2 settembre 2000  | LINEAR                 |
| 118779 -             | 2000 RJ68                | 2 settembre 2000  | LINEAR                 |
| 118780 -             | 2000 RM79                | 1 settembre 2000  | LINEAR                 |
| 118781 -             | 2000 RN79                | 1 settembre 2000  | LINEAR                 |
| 118782 -             | 2000 RP80                | 1 settembre 2000  | LINEAR                 |
| 118783 -             | 2000 RJ81                | 1 settembre 2000  | LINEAR                 |
| 118784 -             | 2000 RX85                | 2 settembre 2000  | LINEAR                 |
| 118785 -             | 2000 RJ90                | 3 settembre 2000  | LINEAR                 |
| 118786 -             | 2000 RJ98                | 5 settembre 2000  | LONEOS                 |
| 118787 -             | 2000 RA99                | 5 settembre 2000  | LONEOS                 |
| 118788 -             | 2000 RN99                | 5 settembre 2000  | LONEOS                 |
| 118789 -             | 2000 RM101               | 5 settembre 2000  | LONEOS                 |
| 118790 -             | 2000 RD104               | 6 settembre 2000  | LINEAR                 |
| 118791 -             | 2000 SP6                 | 21 settembre 2000 | LINEAR                 |
| 118792 -             | 2000 SZ14                | 23 settembre 2000 | LINEAR                 |
| 118793 -             | 2000 SV26                | 23 settembre 2000 | LINEAR                 |
| 118794 -             | 2000 SJ28                | 23 settembre 2000 | LINEAR                 |
| 118795 -             | 2000 SO29                | 24 settembre 2000 | LINEAR                 |
| 118796 -             | 2000 SE30                | 24 settembre 2000 | LINEAR                 |
| 118797 -             | 2000 SU31                | 24 settembre 2000 | LINEAR                 |
| 118798 -             | 2000 SR32                | 24 settembre 2000 | LINEAR                 |
| 118799 -             | 2000 SQ35                | 24 settembre 2000 | LINEAR                 |
| 118800 -             | 2000 SC41                | 24 settembre 2000 | LINEAR                 |

## 118801-118900
| Nome     | Designazione provvisoria | Data di scoperta  | Scopritore             |
| -------- | ------------------------ | ----------------- | ---------------------- |
| 118801 - | 2000 SY43                | 23 settembre 2000 | LINEAR                 |
| 118802 - | 2000 SG47                | 23 settembre 2000 | LINEAR                 |
| 118803 - | 2000 SC48                | 23 settembre 2000 | LINEAR                 |
| 118804 - | 2000 SN54                | 24 settembre 2000 | LINEAR                 |
| 118805 - | 2000 SB56                | 24 settembre 2000 | LINEAR                 |
| 118806 - | 2000 SO57                | 24 settembre 2000 | LINEAR                 |
| 118807 - | 2000 SC58                | 24 settembre 2000 | LINEAR                 |
| 118808 - | 2000 SZ59                | 24 settembre 2000 | LINEAR                 |
| 118809 - | 2000 SE65                | 24 settembre 2000 | LINEAR                 |
| 118810 - | 2000 SD69                | 24 settembre 2000 | LINEAR                 |
| 118811 - | 2000 SS73                | 24 settembre 2000 | LINEAR                 |
| 118812 - | 2000 SG80                | 24 settembre 2000 | LINEAR                 |
| 118813 - | 2000 ST80                | 24 settembre 2000 | LINEAR                 |
| 118814 - | 2000 SB97                | 23 settembre 2000 | LINEAR                 |
| 118815 - | 2000 SM108               | 24 settembre 2000 | LINEAR                 |
| 118816 - | 2000 SA109               | 24 settembre 2000 | LINEAR                 |
| 118817 - | 2000 SC119               | 24 settembre 2000 | LINEAR                 |
| 118818 - | 2000 SJ119               | 24 settembre 2000 | LINEAR                 |
| 118819 - | 2000 SW129               | 22 settembre 2000 | LINEAR                 |
| 118820 - | 2000 SO131               | 22 settembre 2000 | LINEAR                 |
| 118821 - | 2000 SM137               | 23 settembre 2000 | LINEAR                 |
| 118822 - | 2000 SP137               | 23 settembre 2000 | LINEAR                 |
| 118823 - | 2000 SH139               | 23 settembre 2000 | LINEAR                 |
| 118824 - | 2000 SY142               | 23 settembre 2000 | LINEAR                 |
| 118825 - | 2000 SY153               | 24 settembre 2000 | LINEAR                 |
| 118826 - | 2000 SV154               | 24 settembre 2000 | LINEAR                 |
| 118827 - | 2000 SY159               | 22 settembre 2000 | LINEAR                 |
| 118828 - | 2000 SF163               | 29 settembre 2000 | P. Kušnirák, P. Pravec |
| 118829 - | 2000 SJ163               | 30 settembre 2000 | P. Pravec, P. Kušnirák |
| 118830 - | 2000 SS169               | 24 settembre 2000 | LINEAR                 |
| 118831 - | 2000 SX171               | 27 settembre 2000 | LINEAR                 |
| 118832 - | 2000 SF174               | 28 settembre 2000 | LINEAR                 |
| 118833 - | 2000 SL180               | 28 settembre 2000 | LINEAR                 |
| 118834 - | 2000 SY186               | 21 settembre 2000 | NEAT                   |
| 118835 - | 2000 SM190               | 23 settembre 2000 | LINEAR                 |
| 118836 - | 2000 SP197               | 24 settembre 2000 | LINEAR                 |
| 118837 - | 2000 SQ202               | 24 settembre 2000 | LINEAR                 |
| 118838 - | 2000 SO205               | 24 settembre 2000 | LINEAR                 |
| 118839 - | 2000 SA208               | 24 settembre 2000 | LINEAR                 |
| 118840 - | 2000 SM213               | 25 settembre 2000 | LINEAR                 |
| 118841 - | 2000 SR228               | 28 settembre 2000 | LINEAR                 |
| 118842 - | 2000 SN229               | 28 settembre 2000 | LINEAR                 |
| 118843 - | 2000 SW239               | 28 settembre 2000 | LINEAR                 |
| 118844 - | 2000 ST242               | 24 settembre 2000 | LINEAR                 |
| 118845 - | 2000 SP245               | 24 settembre 2000 | LINEAR                 |
| 118846 - | 2000 SU245               | 24 settembre 2000 | LINEAR                 |
| 118847 - | 2000 SF248               | 24 settembre 2000 | LINEAR                 |
| 118848 - | 2000 SZ248               | 24 settembre 2000 | LINEAR                 |
| 118849 - | 2000 SJ254               | 24 settembre 2000 | LINEAR                 |
| 118850 - | 2000 SL257               | 24 settembre 2000 | LINEAR                 |
| 118851 - | 2000 SX270               | 27 settembre 2000 | LINEAR                 |
| 118852 - | 2000 SV276               | 30 settembre 2000 | LINEAR                 |
| 118853 - | 2000 SZ286               | 26 settembre 2000 | LINEAR                 |
| 118854 - | 2000 ST289               | 27 settembre 2000 | LINEAR                 |
| 118855 - | 2000 SC298               | 28 settembre 2000 | LINEAR                 |
| 118856 - | 2000 SS299               | 28 settembre 2000 | LINEAR                 |
| 118857 - | 2000 SZ309               | 26 settembre 2000 | LINEAR                 |
| 118858 - | 2000 SM311               | 27 settembre 2000 | LINEAR                 |
| 118859 - | 2000 SO316               | 30 settembre 2000 | LINEAR                 |
| 118860 - | 2000 SW318               | 26 settembre 2000 | LINEAR                 |
| 118861 - | 2000 SM319               | 26 settembre 2000 | LINEAR                 |
| 118862 - | 2000 SK343               | 23 settembre 2000 | LINEAR                 |
| 118863 - | 2000 SK349               | 30 settembre 2000 | LONEOS                 |
| 118864 - | 2000 SQ351               | 29 settembre 2000 | LONEOS                 |
| 118865 - | 2000 SP354               | 29 settembre 2000 | LONEOS                 |
| 118866 - | 2000 SS354               | 29 settembre 2000 | LONEOS                 |
| 118867 - | 2000 SB355               | 29 settembre 2000 | LONEOS                 |
| 118868 - | 2000 ST360               | 21 settembre 2000 | LONEOS                 |
| 118869 - | 2000 SS362               | 20 settembre 2000 | LINEAR                 |
| 118870 - | 2000 TE8                 | 1 ottobre 2000    | LINEAR                 |
| 118871 - | 2000 TZ12                | 1 ottobre 2000    | LINEAR                 |
| 118872 - | 2000 TW13                | 1 ottobre 2000    | LINEAR                 |
| 118873 - | 2000 TY14                | 1 ottobre 2000    | LINEAR                 |
| 118874 - | 2000 TK28                | 3 ottobre 2000    | LINEAR                 |
| 118875 - | 2000 TD29                | 3 ottobre 2000    | LINEAR                 |
| 118876 - | 2000 TB41                | 1 ottobre 2000    | LONEOS                 |
| 118877 - | 2000 TM44                | 1 ottobre 2000    | LINEAR                 |
| 118878 - | 2000 TT49                | 1 ottobre 2000    | LINEAR                 |
| 118879 - | 2000 TT54                | 1 ottobre 2000    | LINEAR                 |
| 118880 - | 2000 TJ57                | 2 ottobre 2000    | LONEOS                 |
| 118881 - | 2000 TK57                | 2 ottobre 2000    | LONEOS                 |
| 118882 - | 2000 TL59                | 2 ottobre 2000    | LONEOS                 |
| 118883 - | 2000 US4                 | 24 ottobre 2000   | LINEAR                 |
| 118884 - | 2000 UN12                | 24 ottobre 2000   | LINEAR                 |
| 118885 - | 2000 UZ23                | 24 ottobre 2000   | LINEAR                 |
| 118886 - | 2000 UL27                | 24 ottobre 2000   | LINEAR                 |
| 118887 - | 2000 UH35                | 24 ottobre 2000   | LINEAR                 |
| 118888 - | 2000 UX35                | 24 ottobre 2000   | LINEAR                 |
| 118889 - | 2000 UJ38                | 24 ottobre 2000   | LINEAR                 |
| 118890 - | 2000 UM41                | 24 ottobre 2000   | LINEAR                 |
| 118891 - | 2000 UA44                | 24 ottobre 2000   | LINEAR                 |
| 118892 - | 2000 UE44                | 24 ottobre 2000   | LINEAR                 |
| 118893 - | 2000 UU46                | 24 ottobre 2000   | LINEAR                 |
| 118894 - | 2000 UW46                | 24 ottobre 2000   | LINEAR                 |
| 118895 - | 2000 UO53                | 24 ottobre 2000   | LINEAR                 |
| 118896 - | 2000 UQ59                | 25 ottobre 2000   | LINEAR                 |
| 118897 - | 2000 UR60                | 25 ottobre 2000   | LINEAR                 |
| 118898 - | 2000 UV62                | 25 ottobre 2000   | LINEAR                 |
| 118899 - | 2000 UF66                | 25 ottobre 2000   | LINEAR                 |
| 118900 - | 2000 UA67                | 25 ottobre 2000   | LINEAR                 |

## 118901-119000
| Nome           | Designazione provvisoria | Data di scoperta | Scopritore             |
| -------------- | ------------------------ | ---------------- | ---------------------- |
| 118901 -       | 2000 UH67                | 25 ottobre 2000  | LINEAR                 |
| 118902 -       | 2000 UU67                | 25 ottobre 2000  | LINEAR                 |
| 118903 -       | 2000 US72                | 25 ottobre 2000  | LINEAR                 |
| 118904 -       | 2000 UT86                | 31 ottobre 2000  | LINEAR                 |
| 118905 -       | 2000 UM87                | 31 ottobre 2000  | LINEAR                 |
| 118906 -       | 2000 UE93                | 25 ottobre 2000  | LINEAR                 |
| 118907 -       | 2000 UJ95                | 25 ottobre 2000  | LINEAR                 |
| 118908 -       | 2000 UA98                | 25 ottobre 2000  | LINEAR                 |
| 118909 -       | 2000 UE106               | 30 ottobre 2000  | LINEAR                 |
| 118910 -       | 2000 UR111               | 29 ottobre 2000  | Spacewatch             |
| 118911 -       | 2000 VL2                 | 1 novembre 2000  | LINEAR                 |
| 118912 -       | 2000 VN16                | 1 novembre 2000  | LINEAR                 |
| 118913 -       | 2000 VM18                | 1 novembre 2000  | LINEAR                 |
| 118914 -       | 2000 VV18                | 1 novembre 2000  | LINEAR                 |
| 118915 -       | 2000 VM25                | 1 novembre 2000  | LINEAR                 |
| 118916 -       | 2000 VR25                | 1 novembre 2000  | LINEAR                 |
| 118917 -       | 2000 VU26                | 1 novembre 2000  | LINEAR                 |
| 118918 -       | 2000 VY26                | 1 novembre 2000  | LINEAR                 |
| 118919 -       | 2000 VR27                | 1 novembre 2000  | LINEAR                 |
| 118920 -       | 2000 VH31                | 1 novembre 2000  | LINEAR                 |
| 118921 -       | 2000 VP45                | 2 novembre 2000  | LINEAR                 |
| 118922 -       | 2000 VE48                | 2 novembre 2000  | LINEAR                 |
| 118923 -       | 2000 VM51                | 3 novembre 2000  | LINEAR                 |
| 118924 -       | 2000 VG53                | 3 novembre 2000  | LINEAR                 |
| 118925 -       | 2000 VH59                | 6 novembre 2000  | LINEAR                 |
| 118926 -       | 2000 VT59                | 1 novembre 2000  | Spacewatch             |
| 118927 -       | 2000 WQ2                 | 19 novembre 2000 | Spacewatch             |
| 118928 -       | 2000 WB3                 | 19 novembre 2000 | LINEAR                 |
| 118929 -       | 2000 WK5                 | 19 novembre 2000 | LINEAR                 |
| 118930 -       | 2000 WB8                 | 20 novembre 2000 | LINEAR                 |
| 118931 -       | 2000 WD21                | 24 novembre 2000 | Y.-B. Jeon, B.-C. Lee  |
| 118932 -       | 2000 WC24                | 20 novembre 2000 | LINEAR                 |
| 118933 -       | 2000 WA27                | 26 novembre 2000 | W. K. Y. Yeung         |
| 118934 -       | 2000 WG31                | 20 novembre 2000 | LINEAR                 |
| 118935 -       | 2000 WE42                | 21 novembre 2000 | LINEAR                 |
| 118936 -       | 2000 WT43                | 21 novembre 2000 | LINEAR                 |
| 118937 -       | 2000 WT46                | 21 novembre 2000 | LINEAR                 |
| 118938 -       | 2000 WM47                | 21 novembre 2000 | LINEAR                 |
| 118939 -       | 2000 WL51                | 27 novembre 2000 | Spacewatch             |
| 118940 -       | 2000 WH58                | 21 novembre 2000 | LINEAR                 |
| 118941 -       | 2000 WW60                | 21 novembre 2000 | LINEAR                 |
| 118942 -       | 2000 WK62                | 23 novembre 2000 | NEAT                   |
| 118943 -       | 2000 WF67                | 26 novembre 2000 | LINEAR                 |
| 118944 -       | 2000 WU67                | 20 novembre 2000 | LONEOS                 |
| 118945 Rikhill | 2000 WS68                | 29 novembre 2000 | J. Medkeff             |
| 118946 -       | 2000 WQ69                | 19 novembre 2000 | LINEAR                 |
| 118947 -       | 2000 WV69                | 19 novembre 2000 | LINEAR                 |
| 118948 -       | 2000 WN83                | 20 novembre 2000 | LINEAR                 |
| 118949 -       | 2000 WM88                | 20 novembre 2000 | LINEAR                 |
| 118950 -       | 2000 WG89                | 21 novembre 2000 | LINEAR                 |
| 118951 -       | 2000 WU89                | 21 novembre 2000 | LINEAR                 |
| 118952 -       | 2000 WA92                | 21 novembre 2000 | LINEAR                 |
| 118953 -       | 2000 WN94                | 21 novembre 2000 | LINEAR                 |
| 118954 -       | 2000 WR99                | 21 novembre 2000 | LINEAR                 |
| 118955 -       | 2000 WU100               | 21 novembre 2000 | LINEAR                 |
| 118956 -       | 2000 WA103               | 26 novembre 2000 | LINEAR                 |
| 118957 -       | 2000 WE115               | 20 novembre 2000 | LINEAR                 |
| 118958 -       | 2000 WR121               | 26 novembre 2000 | LINEAR                 |
| 118959 -       | 2000 WO124               | 19 novembre 2000 | LINEAR                 |
| 118960 -       | 2000 WQ124               | 20 novembre 2000 | LINEAR                 |
| 118961 -       | 2000 WO125               | 29 novembre 2000 | LINEAR                 |
| 118962 -       | 2000 WK129               | 19 novembre 2000 | Spacewatch             |
| 118963 -       | 2000 WY132               | 19 novembre 2000 | LINEAR                 |
| 118964 -       | 2000 WW133               | 19 novembre 2000 | LINEAR                 |
| 118965 -       | 2000 WA138               | 21 novembre 2000 | LINEAR                 |
| 118966 -       | 2000 WJ141               | 19 novembre 2000 | LINEAR                 |
| 118967 -       | 2000 WL144               | 21 novembre 2000 | LINEAR                 |
| 118968 -       | 2000 WP150               | 19 novembre 2000 | LINEAR                 |
| 118969 -       | 2000 WC156               | 30 novembre 2000 | LINEAR                 |
| 118970 -       | 2000 WE160               | 20 novembre 2000 | Spacewatch             |
| 118971 -       | 2000 WR162               | 20 novembre 2000 | LONEOS                 |
| 118972 -       | 2000 WV171               | 25 novembre 2000 | LINEAR                 |
| 118973 -       | 2000 WD173               | 25 novembre 2000 | LONEOS                 |
| 118974 -       | 2000 WU173               | 26 novembre 2000 | LINEAR                 |
| 118975 -       | 2000 WB180               | 27 novembre 2000 | LINEAR                 |
| 118976 -       | 2000 WL181               | 30 novembre 2000 | LONEOS                 |
| 118977 -       | 2000 WQ183               | 21 novembre 2000 | Haute Provence         |
| 118978 -       | 2000 WW196               | 20 novembre 2000 | LINEAR                 |
| 118979 -       | 2000 XM6                 | 1 dicembre 2000  | LINEAR                 |
| 118980 -       | 2000 XC11                | 1 dicembre 2000  | LINEAR                 |
| 118981 -       | 2000 XS13                | 4 dicembre 2000  | LINEAR                 |
| 118982 -       | 2000 XK14                | 5 dicembre 2000  | BATTeRS                |
| 118983 -       | 2000 XB19                | 4 dicembre 2000  | LINEAR                 |
| 118984 -       | 2000 XC21                | 4 dicembre 2000  | LINEAR                 |
| 118985 -       | 2000 XW26                | 4 dicembre 2000  | LINEAR                 |
| 118986 -       | 2000 XM30                | 4 dicembre 2000  | LINEAR                 |
| 118987 -       | 2000 XZ41                | 5 dicembre 2000  | LINEAR                 |
| 118988 -       | 2000 XS44                | 5 dicembre 2000  | LINEAR                 |
| 118989 -       | 2000 XO47                | 4 dicembre 2000  | LINEAR                 |
| 118990 -       | 2000 XW48                | 4 dicembre 2000  | LINEAR                 |
| 118991 -       | 2000 YC5                 | 19 dicembre 2000 | LINEAR                 |
| 118992 -       | 2000 YW6                 | 20 dicembre 2000 | LINEAR                 |
| 118993 -       | 2000 YL12                | 22 dicembre 2000 | P. Kušnirák, P. Pravec |
| 118994 -       | 2000 YS28                | 28 dicembre 2000 | LINEAR                 |
| 118995 -       | 2000 YH34                | 28 dicembre 2000 | LINEAR                 |
| 118996 -       | 2000 YF38                | 30 dicembre 2000 | LINEAR                 |
| 118997 -       | 2000 YU39                | 30 dicembre 2000 | LINEAR                 |
| 118998 -       | 2000 YC40                | 30 dicembre 2000 | LINEAR                 |
| 118999 -       | 2000 YJ51                | 30 dicembre 2000 | LINEAR                 |
| 119000 -       | 2000 YV55                | 30 dicembre 2000 | LINEAR                 |